# Darpasat
Darpasat, também conhecido como USA 102, foi um satélite artificial do Departamento de Defesa dos Estados Unidos lançado no dia 13 de março de 1994 por um foguete Taurus a partir da rampa 576E da Base da Força Aérea de Vandenberg.

## Características
O Darpasat foi lançado no mesmo foguete que o satélite TAOS e sua missão consistiu em fazer demonstração de novas tecnologias no espaço. Ele era estabilizado por rotação e foi construído pela Ball Aerospace.
O satélite foi projetado para fazer as demonstrações tecnológicas, pelo menos, durante um ano, mas chegou a durar cinco graças a um uso cuidadoso das baterias e das cargas térmicas.